# Vuelo 114 de Libyan Arab Airlines
El vuelo 114 de Libyan Arab Airlines en sus siglas (LN 114) era un vuelo regular desde Trípoli (Libia) a El Cairo (Egipto) vía Bengasi. El 21 de febrero de 1973, un Boeing 727-200 que realizaba este vuelo fue derribado por aviones de combate israelíes F-4 Phantom II sobre la península del Sinaí (entonces ocupada por Israel).
El avión salió de Trípoli y voló hasta Bengasi. Después de hacer escala en su aeropuerto despegó rumbo a Egipto. No obstante, al poco de despegar, el avión se perdió en el norte de Egipto debido a una combinación de mal tiempo y fallo del equipo de navegación. Ingresó al espacio aéreo israelí sobre la Península del Sinaí, donde fue interceptado por dos F-4 Phantom II israelíes, y fue derribado luego de varios intentos de los pilotos de combate israelíes para hacer aterrizar el avión libio. De las 113 personas a bordo, hubo cinco sobrevivientes, incluido el copiloto.

## Aeronave

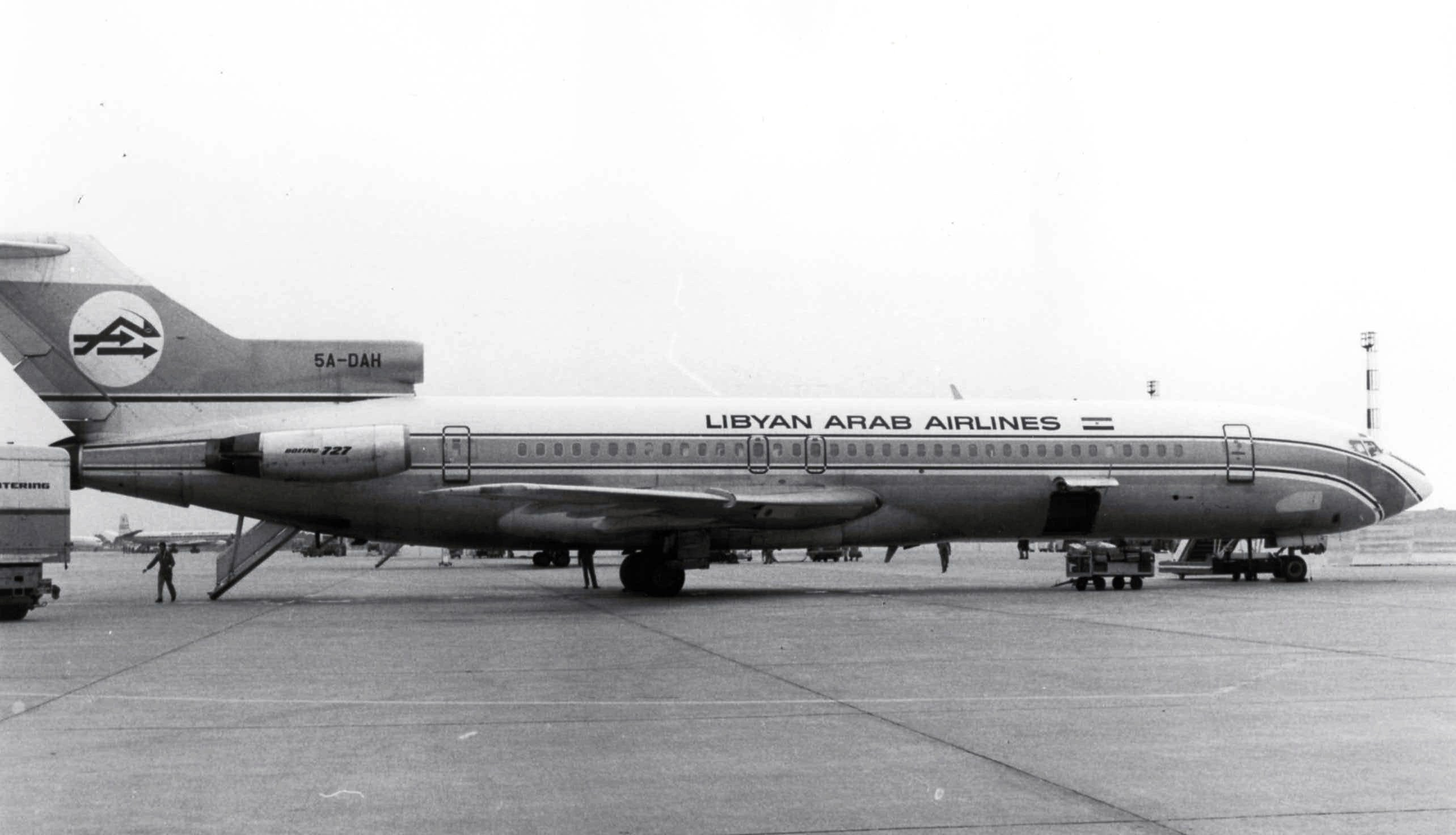
5A-DAH, el Boeing 727 de Libyan Arab Airlines que estuvo involucrado en el accidente, en agosto de 1972.

Operado con un Boeing 727-224, registro 5A-DAH, el vuelo 114 era un servicio de pasajeros internacional programado para Trípoli-Benghazi-El Cairo. Había una tripulación de nueve a bordo del avión. El piloto al mando, llamado Jacques Bourges de 42 años, era francés, al igual que otros cuatro miembros de la tripulación. Toda la tripulación estaba bajo un acuerdo contractual entre Air France y Libyan Arab Airlines. Después de una breve parada en Benghazi, el avión continuó su camino hacia El Cairo con 113 personas a bordo. La mayoría de los pasajeros eran árabes, pero había dos alemanes y un estadounidense a bordo.

## Derribo
Como era habitual, la ruta de Benghazi-El Cairo se realizó en dirección este a lo largo de la costa libia hasta llegar a la ciudad de Sidi Barrani en Egipto, donde la vía aérea gira hacia el interior al rango VHF omnidireccional (VOR) y al faro no direccional (NDB) ubicado al oeste del lago Qarun. La entrada a la zona terminal de El Cairo se realizó en dirección noreste en un trayecto de 71 millas náuticas (131 km) que separaba el Lago Qarun del VOR de El Cairo. A las 13:45 el control de tráfico de El Cairo (CTC) vio que el avión se acercaba desde el oeste. Se le dio permiso para aterrizar en la pista 23. CTC sorprendentemente vio al Boeing dirigiéndose hacia el este hacia el Canal de Suez a las 13:50. Las pruebas de los grabadores de voz Boeing 727 recuperados y el registrador de datos de vuelo de las autoridades israelíes mostraron más tarde que era probable que el avión libio ya no estuviera en curso cuando informó su posición sobre Qarun, probablemente debido a los fuertes vientos del oeste de nivel superior asociados a una tormenta de arena de bajo nivel. La tripulación se vio obligada a confiar en los instrumentos de navegación debido a esta tormenta de arena. El error del instrumento de navegación provocó que el avión se desviara del curso, entrando al espacio aéreo controlado por Israel cuando sobrevolaba la Península del Sinaí. En este momento el control de tráfico aéreo egipcio había perdido la señal del avión. La tripulación creía que estaban cerca del aeropuerto de destino y comenzaron el descenso.
A las 13:55 el avión fue detectado en el radar por los israelíes cuando entraba al espacio aéreo israelí; estaba ubicado al sureste de Suez a una altitud de 15 000 pies (4600 m). Dos F-4 Phantom II de la Fuerza Aérea Israelí fueron enviados para interceptar el avión entonces todavía sin identificar. Tras el restablecimiento de las comunicaciones con CTC, el piloto del avión libio miró por la ventana de babor de la cabina y vio a los cazas israelíes, pero los confundió con MIGs egipcios. El avión libio continuó volando adentrándose más en el Sinaí a una velocidad de 325 millas por hora (523 km/h), pero de repente viró hacia el oeste. Fue en ese momento que la tripulación del Boeing se dio cuenta de que tenían problemas con sus instrumentos. Los pilotos de combate israelíes intentaron hacer contacto visual con la tripulación del avión de pasajeros e intentaron comunicarse con ellos haciendo señas con las manos y bajando las alas. Con un gesto, el piloto del 727 respondió negándose a seguir las instrucciones, señalando su intención de proseguir el vuelo. El cambio de rumbo hacia el oeste del 727 fue interpretado por los pilotos israelíes como un intento de huida.
Los pilotos Phantom israelíes dispararon ráfagas desde sus cañones M61 de 20 mm, dañando gravemente las superficies de control del avión, los sistemas hidráulicos y la estructura de las alas. El vuelo 114 intentó un aterrizaje de emergencia en un área cubierta de dunas de arena, pero se estrelló, con una explosión cerca del tren de aterrizaje principal derecho. 108 de las 113 personas a bordo murieron, incluyendo el exministro de exteriores Salah Busir.

## Investigaciones
El copiloto, que sobrevivió, dijo más tarde que la tripulación sabía que los jets israelíes querían que aterrizaran, pero las relaciones entre Israel y Libia les hicieron decidir ignorar las instrucciones. En contradicción directa con la propia versión del copiloto, el gobierno libio declaró que el ataque ocurrió sin previo aviso. La fuerza aérea de Israel percibió el vuelo 114 como una amenaza a la seguridad, y que entre las posibles tareas podría haber sido una misión de espionaje aéreo sobre la base aérea israelí en Bir Gifgafa.
El gobierno israelí también reveló que el LN 114 fue derribado con la autorización personal de David Elazar, el Jefe de Estado Mayor israelí. El argumento de Israel fue que la situación de alta seguridad y el comportamiento errático de la tripulación del jet hicieron que las acciones se tomaran con prudencia. Las Naciones Unidas no tomaron ninguna medida contra Israel. Los 30 países miembros de la Organización de Aviación Civil Internacional (OACI) votaron para censurar a Israel por el ataque. Estados Unidos no aceptó el razonamiento dado por Israel y condenó el incidente. El ministro de Defensa de Israel, Moshe Dayan, lo llamó un "error de juicio", e Israel pagó una indemnización a las familias de las víctimas.